# جيرهارد فيشر
جيرهارد فيشر (بالإنجليزية: Gerhard Fischer)‏ (مواليد 1945) وهو عالم الكمبيوتر الألماني وأستاذ في علوم الحاسوب، وزميل معهد العلوم المعرفية، ومؤسس ومدير مركز (L3D) في جامعة كولورادو، بولدر.

## حياته
في عام 1971 تخرج مع درجة الماجستير (الرياضيات والتربية البدنية) من جامعة هايدلبرغ. مع زمالة من خدمة التبادل الأكاديمي الألمانية (DAAD)، أمضى السنتين التاليتين في جامعة كولومبيا البريطانية، فانكوفر، وجامعة كاليفورنيا (إرفاين). حصل على درجة الدكتوراه من جامعة هامبورغ في علوم الحاسب الآلي (1977)، تليها زمالة ما بعد الدكتوراه في معهد ماساتشوستس للتكنولوجيا، كامبردج.
من عام 1978 إلى عام 1984 شغل منصب أستاذ مساعد وأستاذ مشارك في جامعة شتوتغارت. خلال هذه السنوات الست، قضى عدة زيارات ممتدة في جامعة كارنيجي ميلون، بيتسبرغ للدراسة مع هيربرت سيمون الذي عمل كمستشار أساسي للحصول على درجة «شهادة التأهل للأستاذية» التي حصل عليها في عام 1983 من جامعة شتوتغارت. في عام 1984، حصل على منصب في قسم علوم الكمبيوتر في جامعة كولورادو، بولدر، إلى جانب كونه زميلًا في معهد العلوم المعرفية. خلال السنوات التي قضاها في CU Boulder ، قضى سنوات التفرغ في الجامعة التقنية في دارمشتات، ألمانيا (1994-1995) وفي جامعة كانتربري، كرايستشيرش، نيوزيلندا (2002-2003).
حصل على «وسام التميز» في جامعة تشارلز الثالث بمدريد (UC3M)، إسبانيا، وأمضى 6 أشهر في عامي 2012 و 2013 كأستاذ زائر في جامعة كاليفورنيا في الولايات المتحدة. حصل على زمالة من المعهد العالي للدراسات المتقدمة (هانس-فيسينشفتسكوليج (HWK) في دلمنهورست، ألمانيا، وأمضى 6 أشهر في عامي 2014 و 2015 في HWK كزميل.

## عمله
كانت أعماله المبكرة في جامعة شتوتغارت حيث بحث في الأطر النظرية وتطورات النظام للتفاعل بين الإنسان والحاسوب والمؤتمرات المشتركة في ألمانيا حول «التواصل بين الإنسان والآلة» (1980) و «بيئة العمل» (1983). تمحورت أعماله في وقت لاحق حول بيئات التصميم الموجهة للمجال وأنظمة النقد واستكشاف البيئات عالية الأداء.
في عام 1994، أسس شركته (L3D) (بالتعاون الوثيق مع العديد من الزملاء، بما في ذلك على وجه التحديد ارنستو أرياس ، هال إيدن، مايكل آيزنبرغ ، ووالتر كينتش وعدد كبير من طلاب الدكتور) وكان من اهتمامات الشركة: استكشاف المواضيع في التصميم التلوي والإبداع الاجتماعي وثقافات المشاركة والتعلم التعاوني المدعوم بالكمبيوتر وبيئات الدعم للأشخاص ذوي الإعاقات المعرفية وحل المشكلات التعاونية وصنع القرار مع بيئات الحوسبة على الطاولات. شارك في توصيف العديد من برامج أبحاث NSF (بما في ذلك: التعلم مدى الحياة، علم التصميم، الإبداع وتكنولوجيا المعلومات) وهو يعمل في العديد من مجالس الاستشارات والتحرير، ولا يزال يشارك في الجمع بين الأبحاث الأوروبية والأمريكية التقاليد.

## الجوائز التي حصل عليها
تم تعيينه في أكاديمية SIGCHI ACM في عام 2007 ، وتم انتخابه زميلا في رابطة آلات الحوسبة (ACM) في عام 2009، للمساهمات في تفاعل الكمبيوتر البشري والتعلم مدى الحياة عبر الكمبيوتر. في عام 2012، حصل على جائزة RIGO من مجموعة ACM  الخاصة المعنية بتصميم الاتصالات (SIGDOC). في عام 2015، حصل على الدكتوراه الفخرية من جامعة غوتنبرغ في السويد، وظهر كواحد من رواد مبادرة HCI.

## وصلات خارجية
- جيرهارد فيشر على موقع أرشيف الشارخ.

- الموقع الرسمي
- Gerhard Fischer's Publications
- Home Page of Center for LifeLong Learning & Design (L3D) and Two-Page Flyer
- HCI Pioneers